# Dane Zajc
Dane Zajc, né le 26 octobre 1929 à Zgornja Javorščica et mort le 20 octobre 2005 à Golnik, est un poète slovène. 

## Œuvre
Il a publié 8 recueils de poèmes, 8 pièces de théâtre et des contes pour enfants. Il a été membre de l’Académie slovène des sciences et des arts, a été président de l’Association des écrivains slovènes et a obtenu le prix Prešeren.
Un des poètes et dramaturges slovènes les plus importants du XXe siècle, il est le premier poète slovène après Srečko Kosovel à être édité par un éditeur français dans une édition indépendante. 
Sa poésie était rejetée par la critique officielle dans les années cinquante comme trop pessimiste, dépressive, même destructrice. Dans les années soixante avec la reconnaissance du mouvement moderniste et des avant-gardes il est devenu une des figures de proue de ces mouvements et de la poésie slovène. Il puise sa poésie des motifs de la poésie slovène populaire traditionnelle. 
Ses pièces pour le théâtre se rapprochent beaucoup à sa poésie et s'inscrivent dans la tradition du drame poétique qui a été une des pratiques les plus intéressantes et les plus originelles du théâtre slovène.

## Livres en français
- Scorpions : poèmes choisis, Ljubljana, Slovene Writers' Association, coll. « Litterae slovenicae », 2000, 143 p. (trad. par Zdenka Štimac)

poèmes traduits du slovène en français et en anglais
- Les enfants de la rivière (Otroka reke), Paris, Les Éditions de l'Amandier, coll. « Théâtre », 2003  (ISBN 2-907649-87-6) (traduit par Jana Pavlič)
- Le jardin, Québec, Écrits des Forges, 2004  (ISBN 2-89046-860-7) (traduit par Zdenka Štimac et Vladimir Pogačnik)